# Oberea pictipes
Oberea pictipes là một loài bọ cánh cứng trong họ Cerambycidae.